# Provincia de Kouritenga
Kouritenga es una de las 45 provincias de Burkina Faso, su capital es Koupéla.

## Departamentos (población estimada a 1 de julio de 2018)
La provincia está dividida en nueve departamentos:
- Andemtenga 69,678
- Baskouré 16,600
- Dialgaye 52,241
- Gounghin 49,924
- Kando 40,048
- Koupéla 82,711
- Pouytenga 106,555
- Tensobentenga 28,358
- Yargo 20,856